# Pternistis ochropectus
O francolim-de-cara-preta (Pternistis ochropectus) é uma espécie de ave da família Phasianidae.
Apenas pode ser encontrada no Djibuti.
Os seus habitats naturais são: florestas secas tropicais ou subtropicais .
Está ameaçada por perda de habitat.